# Keita Yamauchi
Keita Yamauchi (japanisch 山内 恵太 Yamauchi Keita; * 16. April 1994 in der Präfektur Shizuoka) ist ein japanischer Fußballspieler.

## Karriere
Yamauchi erlernte das Fußballspielen in der Schulmannschaft der Shimizu Commercial High School. Seinen ersten Vertrag unterschrieb er 2013 beim YSCC Yokohama II. 2018 wechselte er zum Drittligisten YSCC Yokohama. Für den Verein absolvierte er vier Ligaspiele. 2020 wechselte er zum Taichung Futuro FC.